# Wolf Dieter Ruppel
Wolf Dieter Ruppel (* 5. Januar 1933 in Hindenburg, Oberschlesien; † 18. August 2011 in Bonn) war ein deutscher Hörfunkjournalist und Redakteur. Er gilt als „geistiger Vater“ der Hörfunksendung ZeitZeichen des Westdeutschen Rundfunks.

## Leben
Ruppel war seit 1964 freier Mitarbeiter des WDR. Anschließend kam er zur Redaktion heute morgen, dem späteren Morgenmagazin. 1967 übernahm er als Mitbegründer des Morgenmagazins auch dessen Leitung. Später er war Redakteur beim Mittagsmagazin. Im Jahr 1972 entwickelte Ruppel die Hörfunksendung ZeitZeichen, ein „Markenzeichen“ des WDR. Er leitete die Sendung bis zu seiner Pensionierung am 1. Februar 1998. Zudem war er als Dozent an der Ruhr-Universität Bochum und als Berater im Haus der Geschichte in Bonn tätig. Ruppel war Mitautor einiger Bücher.
Wolf Dieter Ruppel starb im August 2011 im Alter von 78 Jahren.

## Schriften
- mit Harry Wayne MacMahan, Geert Jäger: Fernsehwerbung. Econ, 1957.
- mit Joachim Besser: ZeitZeichen. Geschichte 1. 1977, ISBN 3-434-00601-X (Reihe: Radiotexte).
- mit Joachim Besser, Marianne Lienau: ZeitZeichen. Zeitgeschichte 1. 1977, ISBN 3-434-00602-8 (Reihe: Radiotexte).